# Caltha goodalliana
Caltha goodalliana är en ranunkelväxtart som beskrevs av Theodore `Ted' Robert Dudley. Caltha goodalliana ingår i släktet kabblekor, och familjen ranunkelväxter. Inga underarter finns listade i Catalogue of Life.